# فینال جام ملت‌های آسیا ۱۹۸۰
فینال جام ملت‌های آسیا ۱۹۸۰ یک مسابقه فوتبال بود که در ۳۰ سپتامبر ۱۹۸۰ در ورزشگاه صباح السالم شهر کویت کویت برگزار شد تا برنده جام ملت‌های آسیا ۱۹۸۰ مشخص شود. کویت با یک گل الحوطی و دو گل الدخیل کره جنوبی را ۰–۳ شکست داد و نخستین قهرمانی خود جام ملت‌های آسیا را به دست آورد.

## زمینه
جام ملت‌های آسیا ۱۹۸۰ هفتمین دوره جام ملت‌های آسیا بود. مقدماتی در ۲۵ دسامبر ۱۹۷۸ آغاز شد و در ۱۴ مه ۱۹۷۹ به پایان رسید و کویت به‌طور مستقیم به عنوان میزبان انتخاب شد.
در دوره قبلی، کره جنوبی واجد شرایط نبود و توسط مالزی و تایلند حذف شد. در حالی که کویت به دلیل کناره‌گیری چهار تیم از گروه ۱ به‌طور مستقیم به این رقابت‌ها راه یافت. سپس کویت در این رقابت‌ها شرکت کرد و به فینال رسید و در پایان با گل علی پروین با نتیجه ۰–۱ مغلوب ایران شد. این دیدار برای نخستین بار بود که دو کشور در فینال به مصاف یکدیگر رفتند، این دومین حضور کویت و کره جنوبی در فینال جام ملت‌های آسیا بود که هر دو تیم در دو فینال قبلی مقابل ایران شکست خوردند. با این حال، کره جنوبی در دو دوره اول، زمانی که مراحل حذفی وجود نداشت، قهرمان این مسابقات شده بود.

## میزبان
ورزشگاه صباح السالم، واقع در شهر کویت، کویت، میزبان فینال جام ملت‌های آسیا در سال ۱۹۸۰ بود. این ورزشگاه ۱۵۰۰۰ نفری در سال ۱۹۷۷ ساخته شد. این تنها ورزشگاهی بود که برای میزبانی جام ملت‌های آسیا ۱۹۸۰ استفاده می‌شد. تمامی مسابقات در این ورزشگاه برگزار شد.

## مسابقه
| کویت                        | ۳–۰   | کرهٔ جنوبی |
| --------------------------- | ----- | --------- |
| الحوطی ۸' · الدخیل ۳۴'، ۶۹' | [ ۲ ] |           |

| کویت | کره جنوبی |

| GK                  | ۲۲ | جاسم بهمن         |     |
| DF                  | ۲  | نعیم سعد          |     |
| DF                  | ۱۵ | سامی الحشاش       | '۸۳ |
| DF                  | ۴  | جمال القبندی      |     |
| DF                  | ۳  | محبوب جمعه        |     |
| MF                  | ۱۱ | ناصر الغانم       |     |
| MF                  | ۶  | سعد الحوطی (ک)    |     |
| MF                  | ۸  | محمد کرم          |     |
| FW                  | ۱۶ | فیصل الدخیل       |     |
| FW                  | ۹  | جاسم یعقوب        |     |
| FW                  | ۱۰ | عبدالعزیز العنبری |     |
| تغیرات:             |    |                   |     |
| DF                  | ۱۴ | حمود الشماری      | '۸۳ |
| سرمربی:             |    |                   |     |
| کارلوس آلبرتو پریرا |    |                   |     |

| GK           | ۲۱ | چو بیونگ-دوک    |     |
| DF           | ۱۲ | چوی جونگ دوک    |     |
| DF           | ۳  | هونگ سونگ هو    |     |
| DF           | ۸  | چو یونگ-جونگ    |     |
| DF           | ۱۳ | چانگ ووی ریونگ  | '۷۲ |
| MF           | ۱۵ | لی کانگ جو      |     |
| MF           | ۴  | چو کوانگ-رایه   |     |
| MF           | ۱۸ | هوانگ سئوک کئون |     |
| FW           | ۹  | لی یونگ مو      |     |
| FW           | ۲۲ | چوی سون-هو      |     |
| FW           | ۱۶ | چونگ هائه-وون   |     |
| تغیرات:      |    |                 |     |
| DF           | ۲  | کیم جونگ پیل    | '۷۲ |
| سرمربی:      |    |                 |     |
| کیم جونگ-نام |    |                 |     |